# Ozéia
Ozéia de Paula Maciel, mais conhecido como Ozéia (Nonoai, 2 de Janeiro de 1982), é um futebolista brasileiro que atua como zagueiro. Atualmente, atua pelo Werder Brahma F.C. da cidade de Nonoai-RS.

## Carreira
Ozéia surgiu para o futebol no Rio Branco (SP), jogou por clubes brasileiros, como o Avaí. Também teve uma passagem pelo Paços de Ferreira, de Portugal. Ozéia conquistou o título do Campeonato Brasileiro Série-B de 2007, pelo Coritiba sendo um dos destaques da equipe.
No ano de 2008, foi apresentado ao Avaí para disputar novamente a Série-B, onde permaneceu por um ano. Depois, Ozéia é apresentado ao Paços de Ferreira de Portugal por um contrato de um ano.
Em 2010, Ozéia assinou contrato de empréstimo de 1 ano com a equipe do Grêmio a pedido do técnico Silas. No final do ano, com o encerramento do contrato de empréstimo, o zagueiro foi devolvido ao Paços de Ferreira. 
Em 2011 sua transferência pra o FC Vaslui tinha dado como certa, mas porém não foi concretizada.
Em 2012, Ozéia chega ao Criciúma para ajudar o time nas campanhas do Catarinense e da Copa do Brasil.
Em 2013, foi emprestado ao Al Hilal, onde jogou por 6 meses.
Em janeiro de 2014, assina contrato de empréstimo com o Vitória de Setúbal.
Ozéia também se aventurou no futebol do Bahrein, onde jogou por quase 3 temporadas.
Em 2017, chega ao Moto Club para ajudar o time nas campanhas da Série C e na Copa do Nordeste.
Jogou por 2 meses na equipe maranhense. Atualmente atua no Werder Brahma F.C. (o time do amor).

## Títulos
Coritiba
- Campeonato Brasileiro Série B - 2007

Grêmio
- Campeonato Gaúcho - 2010